# Ermengarda de Beaumont
Ermengarda de Beaumont (em francês:  Ermengarde; c. 1170 – 11 de fevereiro de 1233) foi rainha consorte da Escócia de 1186 a 1214 como esposa de Guilherme, o Leão. Uma descendente da linhagem ilegítima do rei Henrique I de Inglaterra, foi uma rainha ativa, que tomou as rédeas do governo quando o seu marido estava doente. Como rainha viúva, fundou a Abadia de Balmerino, onde foi enterrada. O seu filho, Alexandre II da Escócia, assinou o Tratado de Iorque o qual definiu a fronteira anglo-escocesa que permanece quase a mesma após séculos.

## Família
Ermengarda foi filha de Ricardo I de Beaumont, visconde de Beaumont-le-Vicomte, Fresnay e Ste-Suzanne e de Lúcia de l'Aigle.
Os seus avós paternos eram o visconde Roscelino de Beaumont e Constança (também chamada de Matilde) FitzRoy, uma filha ilegítima do rei Henrique I de Inglaterra com uma amante desconhecida do rei. Os seus avós maternos eram Richer II, Senhor de l'Aigle e Edelina.
Ela teve sete irmãos, que eram: Raul VII de Beaumont, marido de Inês; Ricardo, Godofredo, Guilherme, bispo de Angers a partir de 1202, Constança, esposa de Rogério V, senhor de Tosny, e Petronila, esposa de Alano I d'Avaugour, Conde de Tréguier e de Penthièvre.

## Biografia

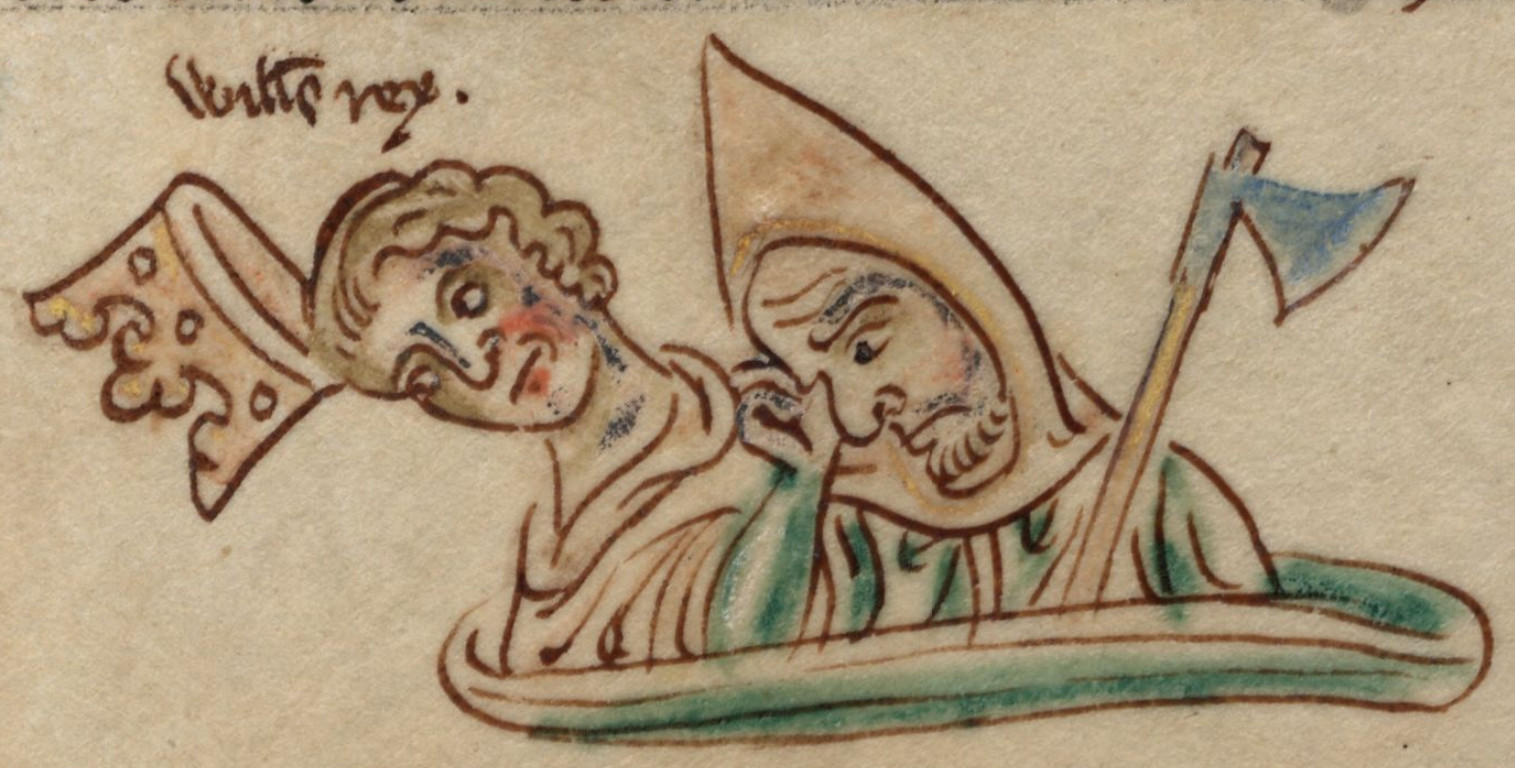
Representação da captura do rei Guilherme.

Ermengarda foi apresentada como uma candidata para se casar com o rei Guilherme I pelo seu primo, Henrique II de Inglaterra que era o soberano da Escócia, durante um conselho no Palácio de Woodstock, no mês de maio de 1186. O rei escocês tinha se juntado à rebelião dos filhos de Henrique contra o pai após uma disputa relacionada ao condado de Nortúmbria,  e por isso, após Guilherme ter sido capturado por Henrique II na Batalha de Alnwick, ele foi levado até Falaise, onde foi forçado a jurar lealdade ao rei inglês, em 1174.. Ainda como parte do Tratado de Falaise, o qual Guilherme assinou, Henrique tinha o direito de escolher a esposa dele.

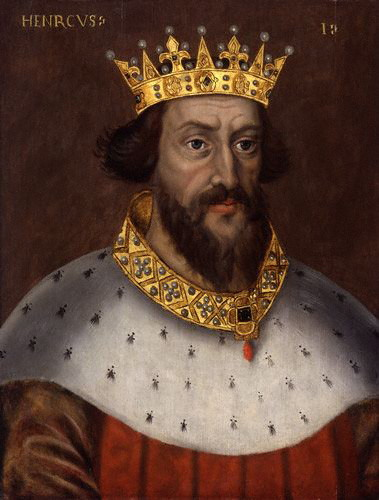
O bisavó paterno de Ermengarda, Henrique I.

Contudo, a proposta de casamento foi inicialmente rejeitada pela nobreza escocesa porque Constança, a avó materna de Ermengarda, era filha ilegítima de Henrique I, e, além disso, o rei da Escócia a considerava a posição social de Ermengarda inferior à dele, sendo ela filha de um pequeno nobre francês e tendo um sangue real diluído. Guilherme quis se casar com Matilde da Saxônia, a filha mais velha de Henrique, o Leão, e de sua esposa, Matilde de Inglaterra, filha de Henrique II com Leonor da Aquitânia, porém, Henrique não estava disposto a permitir um casamento tão prestigioso. Segundo a autora Alyce A. Jordan, sob outra perspectiva, o casamento era prova de que Henrique II tinha em alta estima o seu primo, o visconde de Beaumont, pai da noiva. 
O escritor W. W. Scott especula que, porque um escritor contemporâneo referiu-se a ela como uma garota ("puella"), ela talvez tivesse apenas doze anos ou menos de idade na época, e por isso, a sua tenra idade pode ter sido outro motivo de objeção, embora não haja uma fonte que comprove isso , sendo que sua data de nascimento normalmente é dada como 1170, o que faria com que ela tivesse entre 15 a 16 anos. O rei Guilherme contava então com 43 anos. 
O assunto foi resolvido quando Henrique concordou em pagar por quatro dias das celebrações do casamento  e pelo dote da noiva, o que significava que Guilherme receberia de volta o Castelo de Edimburgo, que o próprio Henrique havia confiscado antes, além de outro castelo. Ele também deu terras que valiam 100 merks (moeda escocesa) e o pagamento de 40 cavaleiros. Do marido, Ermengarda recebeu residências e terras em Crail e Haddington, as quais pertenceram à mãe de Guilherme, Ada de Warenne.

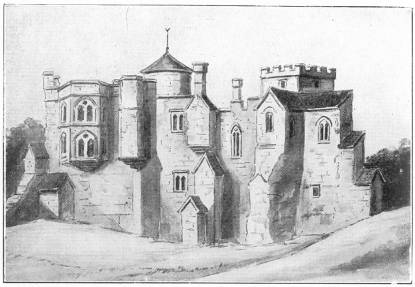
Palácio de Woodstock, o local do casamento de Ermengarda e Guilherme.

Ermengarda e Guilherme foram casados pelo arcebispo da Cantuária, Balduíno, na capela real do Palácio de Woodstock, no condado inglês de Oxfordshire, na data de 5 de setembro de 1186, e contou com a presença da nobreza inglesa e escocesa. O casamento aconteceu na Inglaterra para enfatizar a superioridade de Henrique II. Após as festividades, a jovem rainha foi acompanhada até a Escócia pelo bispo de Glasgow e por nobres escoceses, e Henrique e Guilherme partiram para Marlborough, supostamente para caçar.
O cronista escocês Walter Bower descreveu a rainha como "uma mulher extraordinária, dotada de uma eloquência charmosa e esprituosa". Embora o rei tenha tido muitas amantes de se casar, o monarca, segundo relatos, nunca foi infiel à esposa após o casamento. Eles tiveram quatro filhos juntos, três meninas e um menino.
A partir de 1205, quando o rei estava doente e já tinha mais de 70 anos, Ermengarda tornou uma rainha mais ativa, tendo ela assumido alguns de seus deveres durante os últimos anos de vida de Guilherme. Isso demonstrava não apenas a capacidade de Ermengarda, mas também a confiança compartilhada entre marido e esposa. Ela possuía uma influência considerável em assuntos de política. Ela presidiu junto ao bispo de St. Andrews sobre um caso complexo da corte. Em 1207, houve uma queixa por um cônego que um capelão real obteve o bispado de Glasgow ao subornar o rei e a rainha. Os parentes da rainha se beneficiaram da posição dela.

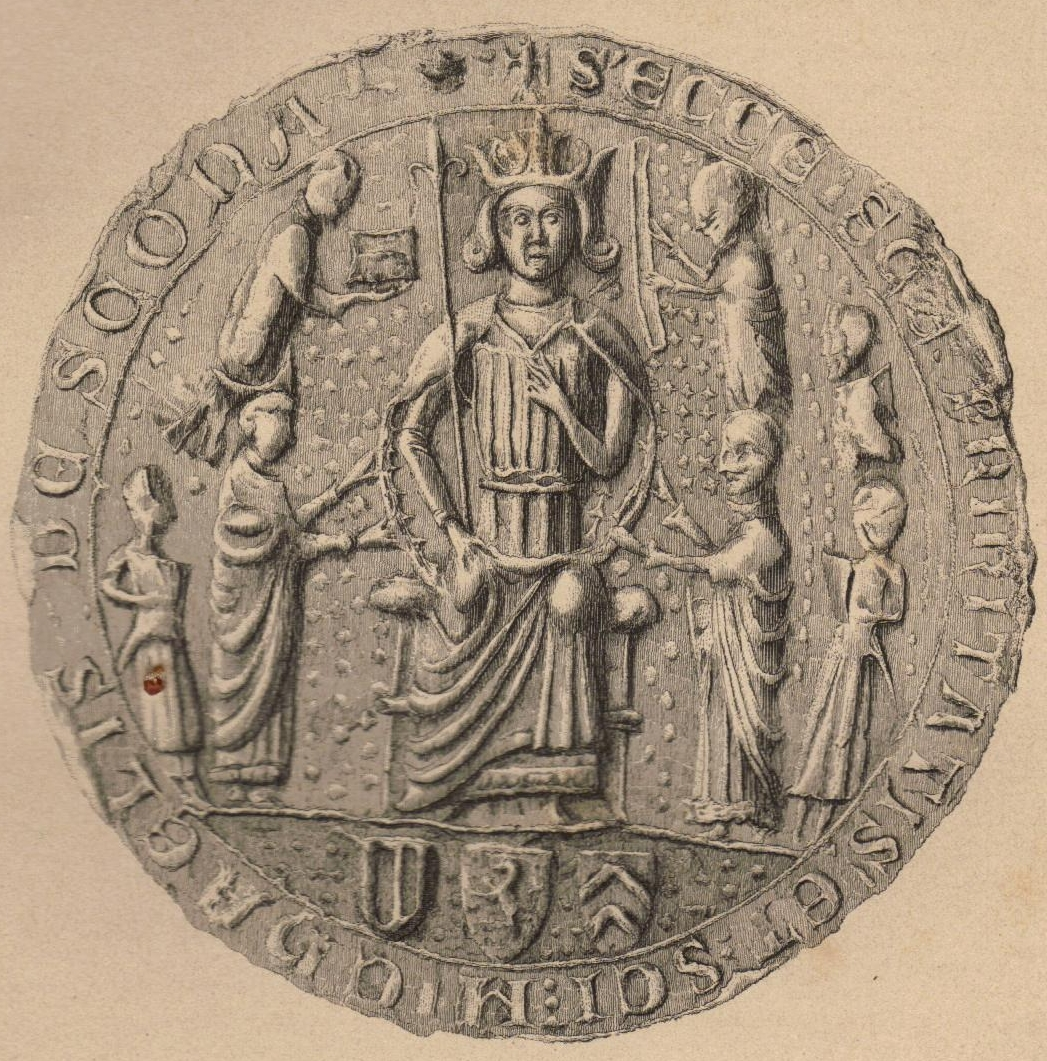
Sinete de Alexandre II.

Em 1212, o rei e a rainha, junto aos seus filhos, viajaram para a Inglaterra, com o propósito de assegurar a ascensão ao trono do herdeiro, Alexandre, com o rei João. A rainha Ermengarda é creditada como mediadora da renegociação do tratado de Falaise de 1209, provavelmente devido à incapacidade do marido. Com a sucessão garantida e o casamento com a princesa Joana, filha de João, o príncipe assumiu alguns deveres para o seu treinamento e preparação para se tornar o próximo monarca.
Apenas dois anos depois, o rei faleceu em 4 de dezembro de 1214, e a rainha ficou letárgica e consternada com a sua morte. O filho deles sucedeu como Alexandre II, e foi coroado em Scone, no dia seguinte. A sucessão de primogenitura masculina era uma invenção recente, e havia outros pretendentes ao trono, portanto, antes mesmo do enterro de Guilherme, o seu filho foi coroado. Cinco dias depois, o cortejo fúnebre se dirigiu para a Abadia de Arbroath, escoltado pela rainha viúva, onde o rei foi enterrado. Arbroath foi fundada por Guilherme em 1178, em homenagem ao santo Tomás Becket, assassinado pelos seguidores do rei Henrique II.

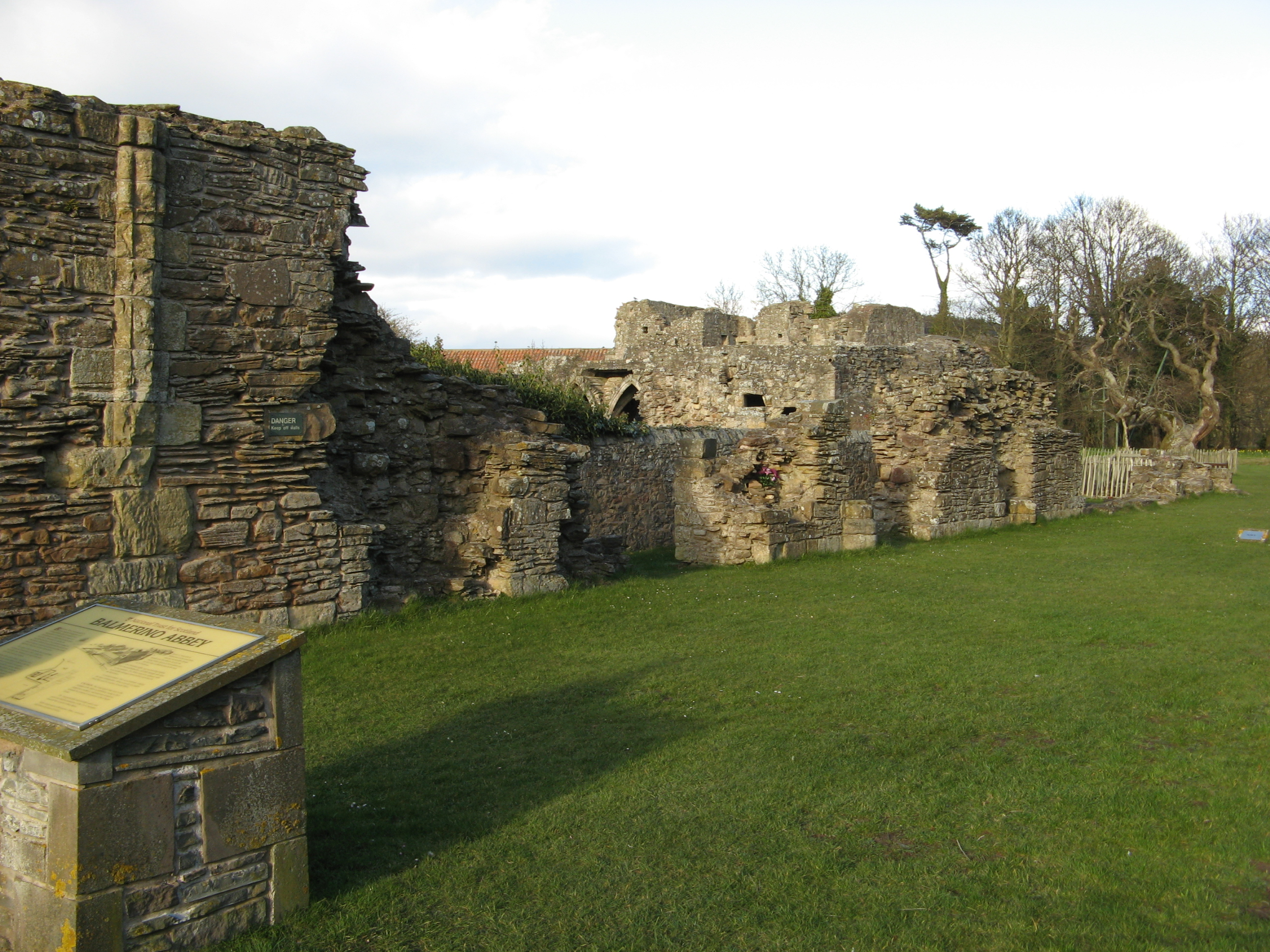
Ruínas da Abadia de Balmerino numa foto de 2008.

Como rainha viúva, ela devotou o seu tempo à fundação da Abadia de Balmerino da Ordem de Cister, no condado histórico de Fife. Ela arrecadou dinheiro, comprou a terra, e supervisionou a construção do prédio. Monges vieram da Abadia de Melrose para fundar a colônia em 1229, a qual costumava ela visitar com frequência ao lado do filho, Alexandre, e onde se hospedou várias vezes.
Mesmo como rainha viúva, Ermengarda foi capaz de manter sua grande popularidade nos assuntos do reinos durante quase 20 anos após a morte de Guilherme, e chegou até mesmo a ofuscar a sua nora, a agora rainha Joana.
Ermengarda faleceu em 11 de fevereiro de 1233, e foi enterrada no altar em Balmerino, embora o seu túmulo não exista mais.

## Descendência
- Margarida da Escócia (1193 – 25 de novembro de 1259),[11] ficou noiva de Teobaldo IV, Conde de Champanhe (o futuro rei Teobaldo I de Navarra) em 1219, porém, o casamento não ocorreu. Foi a terceira esposa de Huberto de Burgh, Conde de Kent, que serviu como regente durante a menoridade do rei Henrique III de Inglaterra. Eles se casaram em 1221, e se divorciaram em 1232. Sua única filha foi Margarida de Burgh, a primeira esposa de Ricardo de Clare, 6.º Conde de Gloucester, com quem não teve filhos;
- Isabel da Escócia (1195 – após outubro de 1263),[12] foi esposa de Rogério Bigod, 4.º Conde de Norfolk, que a repudiou, em 1245, por motivo de consanguinidade, porém, foi obrigado pelo clero a aceitá-la de volta, em 1253. Não teve descendência;
- Alexandre II da Escócia (24 de agosto de 1198 – 8 de julho de 1249), sucessor do pai. Foi primeiro casado com a princesa Joana de Inglaterra, e depois de sua morte, casou-se com Maria de Coucy, que foi mãe de Alexandre III da Escócia;
- Marjorie da Escócia (1200 – 17 de novembro de 1244), foi esposa de Gilberto Marshal, 4.º Conde de Pembroke, mas não teve filhos.